# ソフィー・カントン
ソフィー・カントン（Sophie Quinton、1976年8月31日 - ）は、フランスの女優。

## 出演作品
- スカイラブ
- アヴリルの恋（アヴリル）
- サイレント・ホスピタル